# Balul absolvenților (film)
Balul absolvenților (în engleză Prom Night) este un film de groază regizat de Nelson McCormick[*] după un scenariu de J. S. Cardone[*]. În rolurile principale au interpretat actorii Brittany Snow, Scott Porter, Jessica Stroup, Dana Davis, Collins Pennie, Kelly Blatz, James Ransone, Brianne Davis, Johnathon Schaech și Idris Elba.
A fost produs de studiourile Original Film și a avut premiera la 10 aprilie 2008, fiind distribuit de Screen Gems[*]. Coloana sonoră este compusă de Britney Spears. 
Face parte din franciza de filme slasher Prom Night creată de Robert Guza Jr. (povestire), care a început cu filmul Prom Night din 1980 și a fost urmat de producțiile Hello Mary Lou: Prom Night II (1987), Prom Night III: The Last Kiss (1990,
Ultimul sărut) și Prom Night IV: Deliver Us from Evil (1992, Eliberarea din Iad). Balul absolvenților este un remake vag bazat pe Prom Night din 1980 care a fost regizat de Paul Lynch.

## Distribuție
Au interpretat actorii: 
- Brittany Snow - Donna Keppel
- Scott Porter - Bobby Jones
- Jessica Stroup - Claire Davis
- Dana Davis - Lisa Hines
- Collins Pennie - Ronnie Heflin
- Kelly Blatz - Michael Allen
- James Ransone - Detective Nash
- Brianne Davis - Crissy Lynn
- Kellan Lutz - Rick Leland
- Mary Mara - Mrs. Waters
- Ming-Na Wen - Dr. Elisha Crowe
- Johnathon Schaech - Richard Fenton
- Idris Elba - Detective Winn
- Jessalyn Gilsig - Aunt Karen Turner
- Linden Ashby - Uncle Jack Turner
- Jana Kramer - April
- Rachel Specter - Taylor
- Valeri Ross - Mrs. Hines
- Lori Heuring - Mrs. Keppel
- Nicholas James (ca - Nick James) - Denny Harper
- Joshua Leonard - Bellhop